# 배철수의 음악캠프
배철수의 음악캠프 또는 약칭 배캠은 대한민국의 라디오 채널인 MBC FM4U(수도권 기준 FM 91.9㎒)의 팝 음악 전문 라디오 프로그램이다. 배철수가 진행하며 매일 저녁 6시부터 저녁 8시까지 방송된다. 1990년 3월 19일부터 방송을 시작했다. 2017년 8월 3일에는 연속방송 프로그램 최초로 10000회 방송을 맞이하였다. 2000년 3월 19일에 방송 10주년을 맞이했고, 2002년 3월 19일에 방송 12주년을 맞이했고, 2005년 3월 19일에 방송 15주년을 맞이했고, 2010년 3월 19일에 방송 20주년을 맞이했으나, 2020년 3월 19일에 방송 30주년을 맞이했다.

## 역사
《배철수의 음악캠프》의 전신은 1983년 10월 14일부터 1986년 3월 7일까지 2년 7개월 동안 방송되었던 《젊음의 음악캠프》라는 제목의 라디오 방송이다. MBC 표준FM의 프로그램 싱글벙글쇼의 전 진행자이기도 한 강석은 1983년 10월 14일부터 1986년 3월 7일까지 2년 4개월 동안을 하였으며 그 다음 후임자가 현재 JTBC 대표이사와 JTBC 뉴스룸 전직 앵커인 손석희는 1986년 3월 8일부터 1988년 9월 1일까지 2년 6개월 동안을 하였고 그 다음 후임자는 前 SM 엔터테인먼트의 사장이기도 한 이수만은 1988년 9월 2일부터 1990년 3월 18일까지 2년 6개월 동안을 차례로 진행했다. 이후 배철수가 1990년 3월 19일부터 바통을 이어받아서 현재까지 32년 10개월 동안으로 진행을 시작하였으며 방송 시간의 경우에 그 당시에는 지금과 다른 저녁 8시부터 밤 10시까지 방송을 했었다. 그러다가 1992년 10월 9일에 MBC의 가을 개편으로 저녁 7시부터 밤 9시까지 방송했으며, 1995년 10월 9일 가을 개편 이후부터는 매일 저녁 6시부터 저녁 8시까지로 시간대가 변경되어 현재까지 이르고 있다. 2009년 10월 9일에는 방송 횟수가 7,000회를 기념하는 음반이 발매되었으며, 2010년 10월 29일에는 《배철수의 음악캠프》의 프로그램의 진행자이기도 한 배철수가 진행 20주년을 맞이하여 MBC 골든마우스상을 수상했다.
방송 12,000회를 넘는 역사가 있는 《배철수의 음악캠프》는 1990년 3월 19일부터 현재까지 DJ인 배철수가 34년 째 DJ로 진행 중이다.
| 프로그램              | 진행자 | 방송 기간                         | 비고  |
| --------------------- | ------ | --------------------------------- | ----- |
| 《젊음의 음악캠프》   | 강석   | 1983년 10월 14일 ~ 1986년 3월 7일 |       |
| 《젊음의 음악캠프》   | 손석희 | 1986년 3월 8일 ~ 1988년 9월 1일   |       |
| 《젊음의 음악캠프》   | 이수만 | 1988년 9월 2일 ~ 1990년 3월 18일  |       |
| 《배철수의 음악캠프》 | 배철수 | 1990년 3월 19일 ~ 현재            | [ 2 ] |

## 역대 방송시간
| 방송 채널 | 방송 기간                         | 방송 시간                  |
| --------- | --------------------------------- | -------------------------- |
| MBC FM4U  | 1990년 3월 19일 ~ 1992년 11월 1일 | 매일 저녁 8:00 ~ 밤 10:00  |
| MBC FM4U  | 1992년 11월 2일 ~ 1995년 10월 8일 | 매일 저녁 7:00 ~ 밤 9:00   |
| MBC FM4U  | 1995년 10월 9일 ~ 현재            | 매일 저녁 6:00 ~ 저녁 8:00 |

## 코너

### 평일
- 철수는 오늘

해는 뜨면 지는 법...
철수는 오늘 또 하루를 보내며 이런 생각을 해본다.

#### 월요일
- 김세윤의 영화음악
  - 영화 칼럼니스트 김세윤이 들려드리는 영화 속 음악에 관한 재밌는 이야기

#### 화요일
- 무한대결 팝평론 배틀 '배.신의 한 수'
  - 배순탁 작가와 '목소리만 여신급' 신혜림 작가의 불꽃 튀는 선곡 대결!

#### 수요일
- 실시간 신청곡
- '왠지 이 곡이 듣고 싶다~' 싶을 땐 마구마구 보내주세요! 수요일의 배캠에는 청취자들과 비어있는 큐시트만이 필요할 뿐!

#### 목요일
- School of Rock
  - 이런 노래, 저런 노래, 이런 가수, 저런 가수... 온갖 음악 이야기들을 음악평론가 임진모가 쫄깃쫄깃 맛나게 엮어드립니다. 질문도 환영합니다.

#### 금요일
- Freestyle Friday
  - 금요일 저녁은 프리스타일로! 음악에 몸을 맡기고 자유롭게 배캠을 즐겨주세요.

### 주말

#### 토요일
- American Top 20
  - 미스 디제이 전주현이 소개해드리는 이번 주의 가장 뜨거운 신곡들, 빌보드 싱글 차트 탑 20!

#### 일요일
- Sunday Special
  - 매주 특별한 주제로 떠나는 음악여행! - 여름 노래 베스트 30  - 오리지널보다 유명한 리메이크곡  등등 다양한 음악의 세계로 여러분을 초대합니다.

## 게스트

### 해외 출연진

#### 1990년대
딥 퍼플의 이언 길런/로저 글로버, 오프스프링, 스콜피언스, 마이클 볼튼(1995년 11월), 메탈리카(1998년), 메가데스, 본 조비의 리치 샘보라 외 일부, 드림 씨어터, 마이클 런스 투 록, 조르디 등 다수

#### 2000년 이후
- 린킨 파크
- 윌 스미스
- 토니 아이오미
- 크리스티나 아길레라 (2000년 3월)
- 어셔 (2004년 4월)
- 헬로윈 (1990년대, 2003년)
- 브리트니 스피어스 (2003년 12월)
- 조지 윈스턴 (2005년 6월)
- 버나드 버틀러 (2005년 8월)
- 케니 지 (2005년 8월)
- 크레이그 데이비드 (2005년 9월)
- 스위트박스의 제이드 (2005년 12월)
- 위저의 리버스 쿼모 (2005년 12월)
- 타투 (2006년 9월)
- 막심 므라비차 (2006년 9월)
- 블랙 아이드 피스의 윌 아이 엠 (2007년 8월)
- 제이슨 므라즈 (2008년 4월)
- 제임스 블런트 (2008년 4월)
- 앨리샤 키스[3] (2008년 7월)
- 오아시스의 리암 갤러거/노엘 갤러거 (2008년 10월)
- 제임스 모리슨 (2008년 11월)
- 익스트림의 게리 셰론(2008년 12월), 누노 베텐코트 (2003년 8월, 2008년 12월)
- 유키 구라모토 (2009년 3월)
- 존 레전드 (2009년 4월)
- 딥 퍼플의 존 로드 (2009년 4월)
- 스웰 시즌 (2009년 5월)
- 레이디 가가 (2009년 6월)
- 폴 아웃 보이의 피터 웬츠 (2009년 7월)
- 베르나르 베르베르 (2009년 9월)
- 미스터 빅 (2009년 10월)

그 외 다수 출연

#### 2010년 이후
- 리한나 (2010년 2월)
- 시카고의 리 러프넌, 제임스 팬코우 (2010년 2월)
- 에이머리 (2010년 3월)
- 시크릿 가든 (2010년 4월)
- 리 릿나워 (2010년 6월)
- 다이앤 버치 (2010년 7월)
- 미치 앨봄 (2010년 9월)
- 파트리샤 카스 (2010년 12월)
- 사카모토 류이치 (2011년 1월)
- 슬래시 (2011년 3월)
- 코린 베일리 래이 (2011년 3월)
- 팻 메시니 (2005년 5월, 2011년 5월)
- 에어 서플라이 (1991년 12월, 2011년 8월)
- 리얼 그룹 (2009년, 2011년 9월)
- 바우터르 하멀 (2009년 5월, 12월, 2011년 10월)
- 뤽 베송 (2014년 8월)
- 아델 (2016년)
- 조르조 모로더 (2016년 10월 7일)
- DNCE (2017년 3월)
- 패티 보이드 (2017년 4월)
- 두아 리파(2017년 8월 10일)
- 뉴 호프 클럽 (2019년 6월)

## 방송 7000회 기념 음반
1990년 3월 19일 첫 방송을 시작한 음악캠프는 19년 만인 2009년 5월 17일에 7000회 방송을 맞이하게 되었다. 그 기념으로 각 시대를 대표하는 외국곡들을 모은 컴필레이션 음반을 발매했다.
- 배철수의 음악캠프 (2009년 5월 27일 발매)

## 지역별 자체 방송
- 전주문화방송을 제외하고 자체 방송 없이 수도권의 방송을 그대로 송출한다.

| 프로그램                            | 방송지역       | 방송국       | 진행자 | 비고  |
| ----------------------------------- | -------------- | ------------ | ------ | ----- |
| 장혜라의 식스센스 (월~토)           | 전북특별자치도 | 전주문화방송 | 장혜라 | 2시간 |
| 인문학 클래스 (일) [18:00~18:30]    | 전북특별자치도 | 전주문화방송 | 이충훈 | 30분  |
| 블루레코드 (일) [18:30~19:00]       | 전북특별자치도 | 전주문화방송 | 이상욱 | 30분  |
| 이유 있는 클래식 (일) [19:00~20:00] | 전북특별자치도 | 전주문화방송 | 이유   | 1시간 |

## 같이 보기
- 배철수의 음악캠프 (음반)
- 마이다 베일 스튜디오(영어판) - 30주년을 기념해 5일 동안 생방송으로 진행한 영국BBC의 사운드스튜디오

## 수상
- 1993년 MBC 방송대상 라디오 부문 남자 우수상 배철수
- 1998년 MBC 연기대상 라디오 부문 남자 최우수상 배철수
- 2004년 MBC 방송연예대상 라디오 부문 남자 최우수상 배철수